# 盖达尔 (城市)
蓋達爾（波斯語：‎）是伊朗的城市，位於該國西北部，由贊詹省負責管轄，距離首府贊詹60公里，海拔高度1,997米，2006年人口25,525，居民大多數是阿塞拜疆族。